# Supercoppa UEFA 1991
La Supercoppa UEFA 1991 è stata la sedicesima edizione della Supercoppa UEFA.
Si è svolta il 19 novembre 1991 all'Old Trafford di Manchester, dove si sono affrontate la squadra vincitrice della Coppa dei Campioni 1990-1991, ovvero gli jugoslavi della Stella Rossa, e la squadra vincitrice della Coppa delle Coppe 1990-1991, ossia gli inglesi del Manchester United. La UEFA ha deciso di far disputare una sola partita per via della situazione politica instabile di Belgrado a causa delle guerre jugoslave.
A conquistare il titolo è stato il Manchester United che ha battuto la Stella Rossa per 1-0 con un gol di Brian McClair.

## Partecipanti
| Squadre        | Qualificazione                                | Partecipazioni precedenti (il grassetto indica la vittoria) |
| -------------- | --------------------------------------------- | ----------------------------------------------------------- |
| Stella Rossa   | Vincitrice della Coppa dei Campioni 1990-1991 | Nessuna                                                     |
| Manchester Utd | Vincitrice della Coppa delle Coppe 1990-1991  | Nessuna                                                     |

## Tabellino
| Arbitro: | Mario van der Ende |

|             |           |  |
| McClair 67’ | Marcatori |  |

| Manchester United | Stella Rossa |

### Formazioni
| Manchester Utd (4-4-2) |    |                    |             |     |
|                        |    |                    |             |     |
| P                      | 1  | Peter Schmeichel   |             |     |
| D                      | 2  | Lee Martin         |             | 71’ |
| D                      | 3  | Denis Irwin        |             |     |
| D                      | 4  | Steve Bruce (c)    |             |     |
| C                      | 5  | Neil Webb          |             |     |
| D                      | 6  | Gary Pallister     |             |     |
| C                      | 7  | Andrei Kanchelskis |             |     |
| C                      | 8  | Paul Ince          | Ammonizione |     |
| A                      | 9  | Brian McClair      |             |     |
| A                      | 10 | Mark Hughes        |             |     |
| C                      | 11 | Clayton Blackmore  |             |     |
| A disposizione:        |    |                    |             |     |
| P                      | 13 | Gary Walsh         |             |     |
| C                      | 14 | Russell Beardsmore |             |     |
| A                      | 15 | Mark Robins        |             |     |
| C                      | 16 | Ryan Giggs         |             | 71’ |
| Allenatore:            |    |                    |             |     |
| Alex Ferguson          |    |                    |             |     |

| Stella Rossa (4-4-2) |    |                    |             |     |
|                      |    |                    |             |     |
| P                    | 1  | Zvonko Milojević   |             |     |
| D                    | 2  | Duško Radinović    |             |     |
| D                    | 3  | Goran Vasilijević  |             |     |
| D                    | 4  | Miodrag Belodedici | Ammonizione |     |
| D                    | 5  | Ilija Najdoski (c) |             |     |
| C                    | 6  | Miroslav Tanjga    |             |     |
| C                    | 7  | Vlada Stošić       |             |     |
| C                    | 8  | Vladimir Jugović   |             |     |
| A                    | 9  | Darko Pančev       |             |     |
| A                    | 10 | Dejan Savićević    |             | 82’ |
| C                    | 11 | Siniša Mihajlović  |             |     |
| A disposizione:      |    |                    |             |     |
| P                    | 12 | Dragoje Leković    |             |     |
| D                    | 13 | Saša Nedeljković   |             |     |
| A                    | 14 | Ilija Ivić         |             | 82’ |
| A                    | 15 | Predrag Jovanović  |             |     |
| Allenatore:          |    |                    |             |     |
| Vladica Popović      |    |                    |             |     |